# Деятельное сообщество
Деятельное сообщество (сообщество практикующих, сообщество практики, калька с англ. community of practice) — группа людей, объединенных общим интересом, профессией или хобби. Деятельное сообщество включает активных членов, которые являются практиками или экспертами в конкретной области интересов. Участники сообщества участвуют в процессах коллективного обучения в своей области. Кроме того, в сообществе действуют социальные структуры для содействия созданию знаний и обмену ими. Знания являются общими, а смыслы — согласованными в соответствующем контексте. Члены сообщества обучаются как на основе инструкций, так и в групповых процессах. Наконец, многочисленные измерения должны способствовать долгосрочному управлению поддержкой, а также обеспечивать немедленное синхронное взаимодействие. Группа существует без какого-либо стороннего финансирования или принуждения. Деятельное сообщество может существовать в сети Интернет, например на форумах или новостных группах, а также в реальной жизни, например, регулярные или заранее согласованные встречи (см. Виртуальное практическое сообщество).

## История
Термин был впервые употреблен в 1991 Джин Лэйв (англ. Jean Lave) и Этьеном Венгером (англ. Étienne Wenger), применительно к ситуативному обучению, являющемуся частью попытки переосмыслить учебный процесс в Институте Проблем Обучения. В 1998 теоретик Этьен Венгер расширил понятие, распространил его на другие контексты, включая организационные вопросы. Позже деятельные сообщества стали связывать с управлением знаниями, поскольку люди начали рассматривать их как способы увеличить общественное достояние, порождая новые знания, стимулируя нововведения и разделяя существующее «молчаливое знание» со всей организацией. Теперь это часть учения об организационном развитии (англ. organizational development, или OD).

## Ключевые понятия
Ключевые понятия для деятельного сообщества: периферийное и основное (буквально «ядерное») членство, участие, область, практика, границы, воссоединение, создание смыслов, разумное привлечение с периферии.